# Хамелеоновый гоноцефал
Хамелеоновый гоноцефал (лат. Gonocephalus chamaeleontinus) — вид ящериц из семейства агамовых, обитающий в Юго-Восточной Азии.

## Описание
Общая длина достигает 45 см. Затылочный гребень заметно выше спинного и отделен от него небольшой перемычкой. И тот и другой состоят из нескольких прямостоячих линий чешуи треугольной формы, которые срастаются в основании. Чешуя средней линии наиболее вытянутая, ланцетовидной формы. Надглазничные гребни хорошо развиты с заострёнными выростами наподобие рожков позади глаз. Горловой мешок большой.
Окрас зелёный с ковровым рисунком из мелких пятнышек желтоватого или салатового оттенков. Эти гоноцефалы способны резко менять свой цвет на оранжевый, коричневый или чёрный. Самцы и самки почти не отличаются по окраске и характеру чешуйчатого покрова, самки лишь немного мельче, и с наступлением половой зрелости на кончике носа у них появляется небольшой вырост.

## Образ жизни
Обитает в первичных тропических лесах, зарослях деревьев с нетолстыми створами вблизи рек и ручьёв. Активен днём. Питается беспозвоночными, иногда спускаясь за добычей на землю.

## Размножение
Это яйцекладущая ящерица. Самка откладывает до 5 яиц.

## Распространение
Распространён на Малаккском полуострове, на островах Яве, Суматре и некоторых небольших близлежащих островах.